# Ben Andersson
Peter Bernard (Ben) Anderson, född 3 november 1898 i Halmstad, död 9 november 1983 i Snöstorps församling i Halmstad, var en svensk skulptör.
Berard Andersson var son till lantbrukaren Nils Petter Andréasson och Beata Johansson. Som yngst i en syskonskara på åtta barn fanns det ingen möjlighet för Andersson att få sin utkomst vid föräldrahemmets gård, så han bestämde sig tidigt för att emigrera till USA. Under flera år arbetade han som tegelbärare vid Saint Paul i Minnesota. Under kvällstid studerade han vid aftonkurser för den norsk-amerikanske skulptören John Karl Daniels och blev uppmärksammad som skulptör i USA.
Han fortsatte 1925 sina studier vid Académie Julien och Académie Colarossi i Paris. Vid återkomsten till USA anställdes han 1927 som lärare vid Saint Paul Art School.
Efter några kortare besök i Sverige återvände han definitivt och arbetade bland annat med konsthantverk vid Slottsmöllans tegelbruk i Halmstad. Han ställde ut separat i New York, Göteborg, Falkenberg och på Hallands konstmuseum  och han medverkade i utställningar med Hallands konstnärsförening.
Bernard Andersson var från 1932 gift med Anna Larsson.

## Offentliga verk i urval
- Madonnaskulptur i trä vid St. Catherine College i St. Paul
- Exteriörutsmyckning av Halmstads rådhus, 1938
- Laxbrunnen i Falkenberg, 1938
- Musikens källa, fontän, 1954, utanför tidigare Folkets hus, Fredsgatan 5 i Halmstad[3]